# Giải quyết xung đột
Giải quyết xung đột được khái niệm hóa là các phương pháp và quy trình liên quan để tạo điều kiện cho việc chấm dứt xung đột và trả thù một cách hòa bình. Các thành viên trong nhóm có cam kết cố gắng giải quyết xung đột nhóm bằng cách tích cực truyền đạt thông tin về động cơ hoặc ý thức hệ xung đột của họ với những người còn lại trong nhóm (ví dụ: ý định; lý do để giữ một số niềm tin nhất định) và bằng cách tham gia vào việc thương lượng tập thể. Các chiều hướng giải quyết thường song song với các chiều cạnh xung đột trong cách xử lý xung đột. Giải quyết bằng nhận thức là cách những bên tranh chấp hiểu và nhìn nhận xung đột, bằng niềm tin, quan điểm, sự hiểu biết và thái độ. Giải quyết bằng tình cảm là cách mà những người tranh chấp cảm nhận về xung đột, và năng lượng cảm xúc. Cách giải quyết hành vi phản ánh cách các bên tranh chấp hành động, và hành vi của họ. Cuối cùng tồn tại một loạt các phương pháp và thủ tục để giải quyết xung đột, bao gồm đàm phán, hòa giải, hòa giải-trọng tài, ngoại giao và xây dựng/tìm kiếm hòa bình một cách sáng tạo.
Thuật ngữ giải quyết xung đột cũng có thể được sử dụng thay thế cho thuật ngữ giải quyết tranh chấp, trong đó quá trình trọng tài và tố tụng có liên quan chặt chẽ. Khái niệm giải quyết xung đột có thể được coi là bao gồm việc các bên xung đột sử dụng các biện pháp phản kháng bất bạo động trong nỗ lực thúc đẩy các cách giải quyết hiệu quả.

## Sách tham khảo
- Augsburger, D. (1992). Conflict mediation across cultures. Louisville, Kentucky: Westminster / John Knox Press.
- Bannon, I. & Paul Collier (Eds.). (2003). Natural resources and violent conflict: Options and actions. Washington, D.C: The World Bank.
- Ury, F. & Rodger Fisher. (1981). Getting to yes: Negotiating agreement without giving in. New York, NY: Penguin Group.
- Wilmot, W. & Jouyce Hocker. (2007). Interpersonal conflict. New York, NY: McGraw-Hill Companies.
- Bercovitch, Jacob and Jackson, Richard. 2009. Conflict Resolution in the Twenty-first Century: Principles, Methods, and Approaches. Lưu trữ ngày 8 tháng 6 năm 2010 tại Wayback Machine University of Michigan Press, Ann Arbor.
- de Waal, Frans B. M. and Angeline van Roosmalen. 1979. Reconciliation and consolation among chimpanzees. Behavioral Ecology and Sociobiology 5: 55–66.
- de Waal, Frans B. M. 1989. Peacemaking Among Primates. Harvard University Press, Cambridge, MA.
- Judge, Peter G.; de Waal, Frans B.M. (1993). "Conflict avoidance among rhesus monkeys: coping with short-term crowding". Animal Behaviour. Quyển 46 số 2. tr. 221–232. doi:10.1006/anbe.1993.1184. S2CID 53175846.
- Veenema, Hans; và đồng nghiệp (1994). "Methodological improvements for the study of reconciliation". Behavioural Processes. Quyển 31 số 1. tr. 29–38. doi:10.1016/0376-6357(94)90035-3. PMID 24897415. S2CID 25126127.
- de Waal, Frans B. M. and Filippo Aureli. 1996. Consolation, reconciliation, and a possible cognitive difference between macaques and chimpanzees. Reaching into thought: The minds of the great apes (Eds. Anne E. Russon, Kim A. Bard, Sue Taylor Parker), Cambridge University Press, New York, NY: 80–110.
- Aureli, Filippo (1997). "Post-conflict anxiety in non-human primates: the mediating role of emotion in conflict resolution". Aggressive Behavior. Quyển 23 số 5. tr. 315–328. doi:10.1002/(sici)1098-2337(1997)23:5<315::aid-ab2>3.0.co;2-h.
- Castles, Duncan L.; Whiten, Andrew (1998). "Post-conflict behaviour of wild olive baboons, I. Reconciliation, redirection, and consolation". Ethology. Quyển 104 số 2. tr. 126–147. doi:10.1111/j.1439-0310.1998.tb00057.x.
- Aureli, Filippo and Frans B. M. de Waal, eds. 2000. Natural Conflict Resolution. University of California Press, Berkeley, CA.
- de Waal, Frans B. M. 2000. Primates––A natural heritage of conflict resolution. Science 289: 586–590.
- Hicks, Donna. 2011. Dignity: The Essential Role It Plays in Resolving Conflict. Yale University Press
- Silk, Joan B (2002). "The form and function of reconciliation in primates". Annual Review of Anthropology. Quyển 31. tr. 21–44. doi:10.1146/annurev.anthro.31.032902.101743.
- Weaver, Ann; de Waal, Frans B. M. (2003). "The mother-offspring relationship as a template in social development: reconciliation in captive brown capuchins (Cebus apella)". Journal of Comparative Psychology. Quyển 117 số 1. tr. 101–110. doi:10.1037/0735-7036.117.1.101. PMID 12735370. S2CID 9632420.
- Palagi, Elisabetta; và đồng nghiệp (2004). "Reconciliation and consolation in captive bonobos (Pan paniscus)". American Journal of Primatology. Quyển 62 số 1. tr. 15–30. doi:10.1002/ajp.20000. PMID 14752810. S2CID 22452710.
- Palagi, Elisabetta; và đồng nghiệp (2005). "Aggression and reconciliation in two captive groups of Lemur catta". International Journal of Primatology. Quyển 26 số 2. tr. 279–294. doi:10.1007/s10764-005-2925-x. S2CID 22639928.
- Lorenzen, Michael. 2006. Conflict Resolution and Academic Library Instruction. LOEX Quarterly 33, no. 1/2: 6–9, 11.
- Winslade, John & Monk, Gerald. 2000. Narrative Mediation: A New Approach to Conflict Resolution. Jossey-Bass Publishers, San Francisco.
- Bar-Siman-Tov, Yaacov (Ed.) (2004). From Conflict Resolution to Reconciliation. Oxford University Press
- Tesler, Pauline. 2001, 2008. Collaborative Law: Achieving Effective Resolution in Divorce without Litigation (American Bar Association).
- Tesler, Pauline and Thompson, Peggy. 2006. Collaborative Divorce: The Revolutionary New Way to Restructure Your Family, Resolve Legal Issues, and Move On with Your Life (Harper Collins).